# Jason Chao
Jason Chao Teng Hei (chinês: 周庭希, pinyin: Zhōu Tíngxī; Macau, 12 de dezembro de 1986) é um ativista social e defensor dos direitos LGBT. Foi Presidente da Associação Novo Macau e Diretor do jornal satírico Macau Concealer, um dos poucos meios de comunicação em linha pró-democracia da cidade. É co-fundador das organizações ativistas Macau Conscience e Rainbow of Macau. Como parte de dito trabalho, tem sido preso mais de quatro vezes pelas atividades de Macau.

## Vida pessoal
Chao terminou o instituto em 2006 e estudou um Grado de Artes na Universidade de Comunicação de Macau. Trabalha como um técnico de sistemas e desenvolvedor de software, e se define a si mesmo como um liberal de esquerdas e um socialista democrático.

## Vida política e social
Em 2010, foi eleito como presidente da Associação de Macau Novo, um partido pró democracia de Macau.

### 2011
- Em junho, Chao fez campanha contra uma proposta de construção de um arranha-céu que impactaria enormemente na paisagem da pequena colina de Taipa, mediante a celebração de um referendo.[6][7]
- Em dezembro, Chao revelou que o governo enganou ao público para que respondesse a favor de pôr mais regulações sobre os jornalistas e os meios de comunicação na consulta sobre a revisão da Lei de Publicações e a Lei Audiovisual.[8][9]

### 2012
- Durante o período de consultas para a reforma política em Macau, Chao lutou pelo sufrágio universal na eleição da Assembleia Legislativa e do Chefe do Executivo, realizando uma votação, celebrando um referendo e fazendo uma greve de fome. Jason não conseguiu seu objectivo e foi preso por "desobediência grave à polícia" e por "violações à privacidade durante a organização do referendum".[10]

- Chao cofundador da organização ativista Macau Conscience em julho com vários cidadãos, entre eles Bill Chou, professor associado da Universidade de Macau.[11]

- Em novembro, Chao foi coautor, junto com Bill Chou, do segundo Relatório Anual sobre Direitos Humanos das ONG em Macau, que trata dados do ano 2012.[12]

### 2013
- Junto a Bill Chou, manteve uma videoconferência com o Comité de Direitos Humanos das Nações Unidas, na que revelaram as violações dos direitos humanos em Macau que o governo da RAEM tentou ocultar.[13]
- Em maio, converteu-se no primeiro representante de ONGs de Macau invitado pela União Européia, visitando sua sede em Bruxelas e o Conselho Europeu em Estrasburgo. Durante sua visita, Chao reuniu-se com vários servidores públicos da UE e líderes de ONGs com sede em Bruxelas.[14]

### Após 2013
- Em 2014, organizou uma marcha contra um projeto de lei que pretendia outorgar imunidade ao Chefe Executivo de Macau em frente a qualquer delito, e outorgar grandes pensões aos políticos, uma das maiores desde as organizadas durante o Massacre de Tiannanmen de 1989.[3][15]

- Em 2015 publicou uma coluna em HKFP, durante as negociações de um novo Tratado de Extradição entre Hong Kong e Macau, onde avisou do perigo de que o Partido Comunista Chinês impusesse em Hong Kong uma lei de Segurança Nacional restritiva com os direitos fundamentais similar à vigente em Macau, como finalmente termino sucedendo.[16]
- Em 2017, abandonou a Associação de Macau Novo para evitar conflitos de interesses com seu novo projeto, Project Just Macau, encarregado de monitorar a liberdade política e o transcurso das eleições em Macau, incluindo um site de hemeroteca política telefonema "What did they say?"[17][18]
- Em 2020, mantém seu labor ativista. Tem avisado do perigo que supõem as câmaras de segurança, tentado melhorar a legislação existente sobre assédio e defendido a liberdade de imprensa.[19][20][21] Como membro do Macau Research Group, contínua tentando influenciar na ONU a favor dos direitos humanos.[22]

## Movimento pelos direitos LGBT

### Envolvimento inicial
Em novembro de 2012, o governo da RAEM retirou para os habitantes do mesmo sexo da legislação sobre violência doméstica, deixando às pessoas LGBT desprotegidas em virtude da proposta de lei contra a violência doméstica. Devido a isso, em dezembro, Chao e alguns de seus amigos fundaram o Macau LGBT Rights Concern Group, que marca o começo do movimento pelos direitos do colectivo LGBT em Macau. O grupo organizou então o primeiro Desfile Arco Íris pela Igualdade, dedicado à luta pelos direitos do colectivo LGBT, incluindo a citada legislação sobre a violência doméstica.

### Ativismo
Em fevereiro de 2013, Chao defendeu que o facto de que o governo proibisse que os habitantes do mesmo sexo fossem protegidos pela legislação sobre violência doméstica poderia violar o Pacto Internacional de Direitos Civis e Políticos, já que representaria discriminação contra o colectivo. Por isso enviou uma carta ao Comité de Direitos Humanos das Nações Unidas pedindo sua intervenção. O comité assinalou sua preocupação pelo facto de que não "todas as pessoas numa relação íntima, independentemente de sua orientação sexual" estivessem no âmbito do projeto de lei sobre a violência no lar e instou ao Governo de Macau a que protegesse a todas as vítimas da violência doméstica "sem discriminação".
É co-fundador do Macau LGBT Rights Concern Group, uma das primeiras associações em defesa dos direitos LGBT em Macau, que, em 2013, se convocado numa organização filiada a Macau Rainbow, do que Chao é porta-voz. A traves desta organização levou-se a cabo, em janeiro de 2013,  a "Pesquisa Inicial sobre as pessoas LGBT em Macau", que é a primeira pesquisa sobre a comunidade LGBT em Macau.   No dia que se publicaram os resultados, Chao anunciou publicamente seu homossexualidade. Em abril de 2016 publicou-se a segunda entrega de dita entrega, e teve que esperar até novembro de 2019 pára que se levasse a cabo a terceira entrega, que foi apresentada ao Instituto de Ação Social de Macau para ajudar na tomada de decisões.
No Dia Internacional contra a Homofobia de 2013, Chao, em representação de Macaw Rainbow, organizou um flash mob nas ruínas da catedral de San Pablo de Macau.  Pese a este ativismo, a homossexualidade segue sendo um tema tabu em Macau, a comunidade LGBT sofrendo dificuldades consideráveis.